# Ari Lehman
Ari Lehman (ur. 2 maja 1965 w Nowym Jorku) – amerykański aktor, muzyk i kompozytor. Znany jest głównie jako odtwórca roli Jasona Voorheesa w filmie Piątek trzynastego. Był pierwszym aktorem, który w serii filmów Piątek trzynastego wcielił się w rolę Jasona Voorheesa, lecz nie pierwszym, który nosił słynną hokejową maskę (pierwszym był Richard Brooker w części trzeciej).
W 1981 roku porzucił aktorstwo, lecz wrócił do niego w 2006 roku.